# Wybory parlamentarne w Libanie w 1972 roku
Wybory parlamentarne w Libanie odbyły się w kwietniu 1972 roku. Przyniosły one zwycięstwo libańskiej lewicy. Były to ostatnie wybory parlamentarne przed wybuchem libańskiej wojny domowej.